# Germania Est ai Giochi olimpici
La rappresentativa olimpica della Germania Est fu in vigore dal 1968 al 1988 ai Giochi olimpici estivi e invernali, con la sola eccezione dell'edizione di Los Angeles (1984), boicottata dai paesi dell'Est Europa aderenti al Patto di Varsavia.
Dopo aver rifiutato di prender parte all'edizione 1952, la rappresentativa della DDR partecipò insieme ai tedeschi dell'Ovest alle edizioni 1956, 1960 e 1964, prima di partecipare separatamente.

## Medaglieri delle singole edizioni

### Medaglie ai giochi estivi
| Giochi                 | Oro           | Argento       | Bronzo        | Totale        | Posizione     |
| ---------------------- | ------------- | ------------- | ------------- | ------------- | ------------- |
| Città del Messico 1968 | 9             | 9             | 7             | 25            | 5º            |
| Monaco di Baviera 1972 | 20            | 23            | 23            | 66            | 3º            |
| Montréal 1976          | 40            | 25            | 25            | 90            | 2º            |
| Mosca 1980             | 47            | 37            | 42            | 126           | 2º            |
| Los Angeles 1984       | non partecipò | non partecipò | non partecipò | non partecipò | non partecipò |
| Seul 1988              | 37            | 35            | 30            | 102           | 2º            |
| Totale                 | 153           | 129           | 127           | 409           |               |

### Medaglie ai giochi invernali
| Giochi           | Oro | Argento | Bronzo | Totale | Posizione |
| ---------------- | --- | ------- | ------ | ------ | --------- |
| Grenoble 1968    | 1   | 2       | 2      | 5      | 11º       |
| Sapporo 1972     | 4   | 3       | 7      | 14     | 2º        |
| Innsbruck 1976   | 7   | 5       | 7      | 19     | 2º        |
| Lake Placid 1980 | 9   | 7       | 7      | 23     | 2º        |
| Sarajevo 1984    | 9   | 9       | 6      | 24     | 1º        |
| Calgary 1988     | 9   | 10      | 6      | 25     | 2º        |
| Totale           | 39  | 36      | 35     | 110    |           |